# Allériot
Allériot település Franciaországban, Saône-et-Loire megyében. Lakosainak száma 1162 fő (2022. január 1.). Allériot Sassenay, Bey, Châtenoy-en-Bresse, Montcoy, Oslon és Saint-Christophe-en-Bresse községekkel határos.

## Népesség
A település népességének változása:
| Lakosok száma | 1046 | 1109 | 1163 | 1145 | 1149 | 1164 | 1163 | 1163 | 1162 |
|               | 2013 | 2015 | 2016 | 2017 | 2018 | 2019 | 2020 | 2021 | 2022 |